# Rabigato

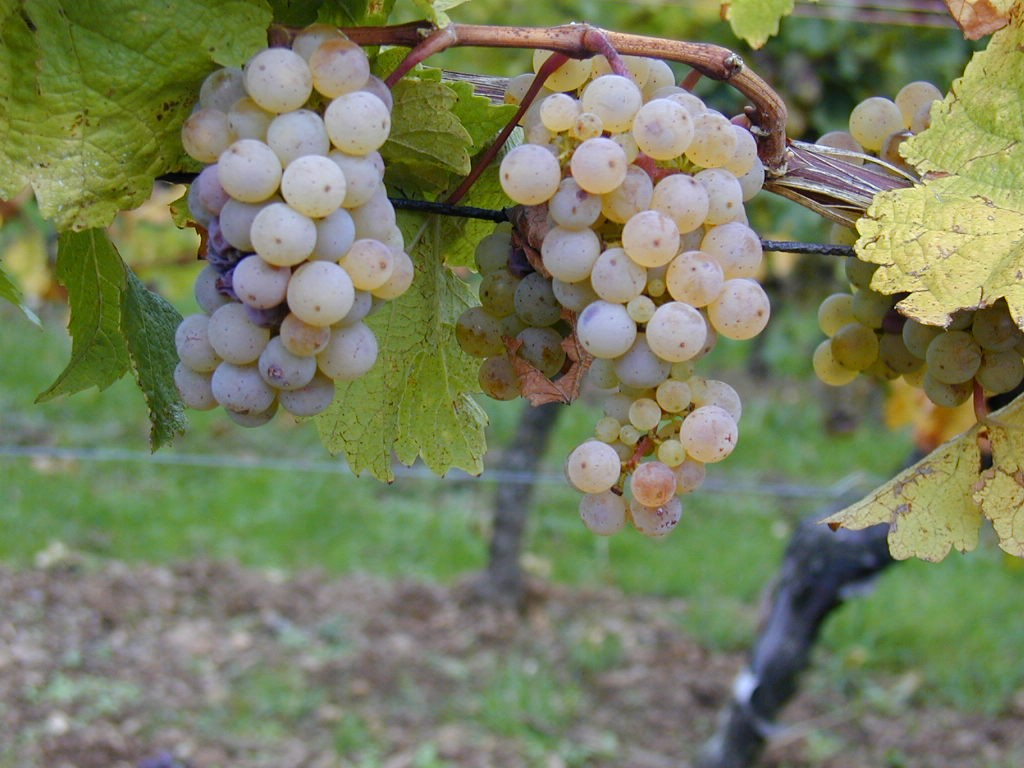
Wit druivenras

De Rabigato is een witte druivensoort uit het noorden van Portugal en komt bijna alleen maar voor in het Douro-gebied.

## Geschiedenis
De naam Rabigato Respigueiro komt voor het eerst voor in 1712 toen Vicêncio Alarte deze druif beschreef in zijn essay Agricultura das Vinhas. De naam Rabigato is een samenvoeging van een van zijn synoniemen (zie hieronder) Rabo de Gato, wat zoveel betekent als kattenstaart. Rabo de Asno - een ander synoniem - betekent staart van een ezel en Rabo de Carneiro betekent staart van een schaap. Recent DNA-onderzoek heeft uitgewezen dat er een verband bestaat tussen deze druif en de Tinta Francisca, waar port van gemaakt wordt. De Rabigato moet niet verward worden met de soort Rabo de Ovelha, weliswaar ook een ras uit het noorden van Portugal, maar met een totaal verschillende bladvorm.

## Kenmerken
Deze soort is vroegrijpend - en dat betekent dat eind augustus/begin september soms al geoogst kan worden. Geen wonder gezien de soms extreem hoge temperatuur in het gebied. Ziektes komen zeker voor, zoals Botrytis cinerea en meeldauw. Deze druif wordt veelal in een blend gebruikt, omdat de zuurgraad van dit ras extreem hoog is. Rassen waarmee een blend wordt gevormd zijn de Viosinho, Síria, Gouveio en de Fernão Pires. De smaak is fris met tonen van limoen en sinaasappel. Ook mineraliteit is een eigenschap.

## Gebieden
Alhoewel dit ras in heel de Douro voorkomt, is de aanplant geconcentreerd in het oosten van deze regio, beter bekend als de Douro Superior.
In totaal is er ruim 2.600 hectare mee aangeplant.

## Synoniemen[1]
- Alva
- Baldoeira
- Baldsena
- BOAL
- Camarate
- Carrega Besta
- Donzellindo Branco
- Donzellinho Branco

- Estreito
- Estreito Macios
- Estuito
- Maria Gomes
- Medoc
- Muscatel Brava
- Muscatel Bravo
- Nozedo

- Pastora
- Rabigato Respigueiro
- Rabisgatos
- Rabo d'Ovelha
- Rabo de Asno
- Rabo de Carneiro
- Rabo de Gato

- Rabo de Ovelha
- Rabo do OvelhaABO
- Rasbigato
- Ribagatos
- Rodrigo Affonso
- Rodrigo Alfonso
- Roupeiro